# Кустарёв, Алексей Павлович
Алексей Павлович Кустарев — советский хозяйственный и государственный деятель, лауреат Государственной премии СССР за выдающиеся достижения в труде.

## Биография
Родился в 1937 году в Ленинграде. Член КПСС.
Эвакуирован из блокадного Ленинграда в Березники.
В 1953—2007 годах — горнорабочий, машинист горного комбайна, военнослужащий Советской армии, бригадир комплексно-механизированной бригады горнорабочих Второго березниковского калийного производственного рудоуправления производственного объединения «Уралкалий» Министерства химической промышленности СССР / ОАО «Уралкалий».
За существенное повышение эффективности металлургического производства и горнодобывающей техники на основе улучшения использования производительных мощностей был в составе коллектива удостоен Государственной премии СССР за выдающиеся достижения в труде 1978 года.
Живёт в Березниках.

## Оценки
Кажется, вроде и недавно это было. Алексей Кустарёв, к которому я в бригаду пришёл, уже тогда был одним из легендарных бригадиров «Уралкалия». А мне — 24 года, и он меня, новичка, на второй день за комбайн посадил, делом проверял, не словами.

## Награды
- Орден Октябрьской Революции
- Орден Трудового Красного Знамени